# Charaxes durnfordi
Espèce
Charases durnfordi est une espèce d'insectes lépidoptères de la famille des Nymphalidae, de la sous-famille des Charaxinae et du genre Charaxes.

## Systématique
L'espèce Charaxes  durnfordi a été décrite en 1884 par nommé par William Lucas Distant.

## Liste des sous-espèces
Les différentes sources donnent des informations différentes. Sur Funet :
- Charaxes durnfordi durnfordi ; présent en Malaisie.
- Charaxes durnfordi connectens de Nicéville, 1897 ; présent à Sumatra.
- Charaxes durnfordi everetti Rothschild, 1894 ; présent à Bornéo.
- Charaxes durnfordi merguia Tytler, 1926 ; présent en Thaïlande[2]
- Charaxes durnfordi nicholi (Grose-Smith, 1886) ; présent en Birmanie.
- Charaxes durnfordi staudingeri Rothschild, 1894 ; présent dans l'Ouest de Java[1].

Sur Wikispecies d'après Hanafusa.
- Charaxes durnfordi durnfordi
- Charaxes durnfordi kawaii
- Charaxes durnfordi nanami
- Charaxes durnfordi siporanus

## Noms vernaculaires
Charaxes  durnfordi se nomme Chestnut Rajah en anglais.

## Description
Charaxes durnfordi est un grand papillon au dessus marron et ornementation blanche, aux ailes antérieures deux lignes de chevrons et aux ailes postérieures une bande marginale blanche comportant une  ligne submarginale de taches marron centrées de blanc. 

## Écologie et distribution
Il est présent en Asie du Sud-Est, en Inde, en Birmanie, en Malaisie et sur les iles de Bornéo, Sumatra et Java.

### Protection
Pas de protection : il est en vente libre sur internet.